# Museum Morsbroich
Le Museum Morsbroich est un musée d'art contemporain situé à Leverkusen. Inauguré en janvier 1951, il fut le premier musée d'art moderne de la République fédérale d'Allemagne après la fin de la Seconde Guerre mondiale. Il est soutenu par la ville de Leverkusen.

## Histoire
Le 30 septembre 1949, le grand comité de la ville de Leverkusen décida à l'unanimité de créer un musée dans le château baroque de Morsbroich. Un conseil d'administration a été formé, qui a défini la mission du musée : « organiser des expositions permanentes d'artistes vivants, et donner à tous les mouvements artistiques une préférence impartiale et unilatérale pour les opportunités individuelles, pour montrer leurs compétences et pour affronter la critique d'art et le public ». En fondant un musée d'art contemporain en 1930, la ville industrielle a voulu se donner un visage moderne et, surtout après douze ans de règne national-socialiste, rompre avec l'« attitude rigide », comme le disait J.B.H. Hundt en 1951.